# Mathématiques appliquées

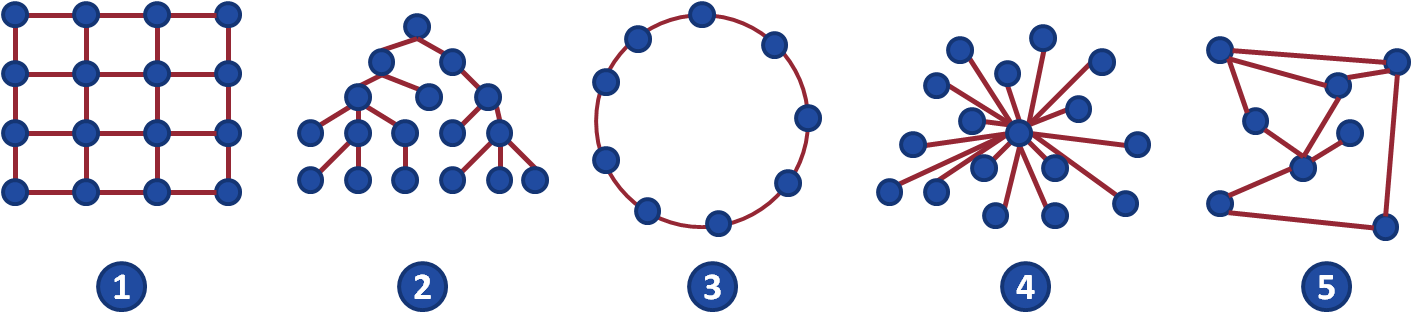
En théorie des graphes, principales topologies typiques de graphes.

Les mathématiques appliquées sont une branche des mathématiques qui s'intéresse à l'application du savoir mathématique aux autres domaines.
L'analyse numérique, les mathématiques de l’ingénierie, la physique mathématique, l'optimisation linéaire, la programmation dynamique, l'optimisation et la recherche opérationnelle, les biomathématiques, la bio-informatique, la théorie de l'information, la théorie des jeux, les probabilités et les statistiques, les mathématiques financières et l'actuariat, la cryptographie et jusqu'à un certain point la combinatoire, la théorie des graphes telle qu'appliquée à l'analyse de réseaux, ainsi qu'une bonne partie de ce qu'on appelle l'informatique sont autant de domaines d'application des mathématiques.
La classification logique des mathématiques appliquées repose davantage sur la sociologie des professionnels qui se servent des mathématiques que sur la question d'en déterminer la nature exacte. Habituellement, les méthodes mathématiques sont appliquées au domaine d'un problème particulier à l'aide d'un modèle mathématique.
Les mathématiques de l'ingénierie s'attachent à décrire des processus physiques, de sorte qu'elles se distinguent rarement de la physique théorique. Parmi les principales subdivisions de celles-ci, on peut mentionner :
- la mécanique des fluides ;
- l'acoustique ;

En mécanique des fluides, allée de tourbillons de Karman.

- les équations de Maxwell, lesquelles régissent l'électromagnétisme ;
- la mécanique ;
- les phénomènes d'échanges.

« Pour rassurer les puristes, signalons que le calcul numérique, dont l'intérêt pratique est si essentiel, est souvent l'origine et l'occasion de travaux théoriques fondamentaux. Théorie et pratique s'etayent ainsi l'une l'autre, comprenons que les mathématiques étant nées outils, cultivées en outils par des hommes éminents, ce ne serait pas les mépriser que de les faire servir à quelque chose. »

## Exemples d'applications industrielles
- Électronique : une des applications de la théorie des graphes sert à modéliser les circuits intégrés constitués de millions de transistors nanométriques interconnectés dans un même bloc dans le but de réaliser une fonction donnée. Certains blocs réalisent ainsi la fonction de mémoire, d'autres celle d’unité arithmétique et logique, alors que d'autres sont des unités de contrôle.